# Rhinella schneideri
El sapo buey, rococo o cururú (en guaraní "kururu"), (Rhinella schneideri), es una especie de sapo grande de la familia Bufonidae.

## Descripción
Esta especie de sapo mide entre 15 cm o 17 cm en los machos y 18 o 25 cm en las hembras (más menos el tamaño de la rana toro), con un peso máximo de hasta 2 kilogramos en los ejemplares más grandes, se caracteriza por ser tímido cuando hay depredadores o humanos deambulando cerca de ellos.

## Distribución
Se distribuye por Sudamérica: mitad norte de Argentina, Bolivia, Brasil, Paraguay y  Uruguay.

## Alimentación
Esta especie a pesar de ser tímida, es un gran depredador en cuanto a su tamaño capaz de alimentarse de casi todos los invertebrados pero se ha observado en los adultos alimentándose de roedores, serpientes, anfisbenos, aves pequeñas o polluelos, peces de tamaño medio como los leporinus y otros anfibios. Se ha observado canibalismo entre adultos, juveniles y renacuajos en esta especie aunque los casos son muy raros o casi inexistentes porque solo ocurre por escasez de alimento.

## Relación con otros anfibios
Es frecuentemente confundido con Bufo marinus, y es un poco más grande. El modo más simple de distinguir las dos especies, es que R. schneideri tiene glándulas venenosas atrás de sus patas, y también detrás de la cabeza, como otros sapos.

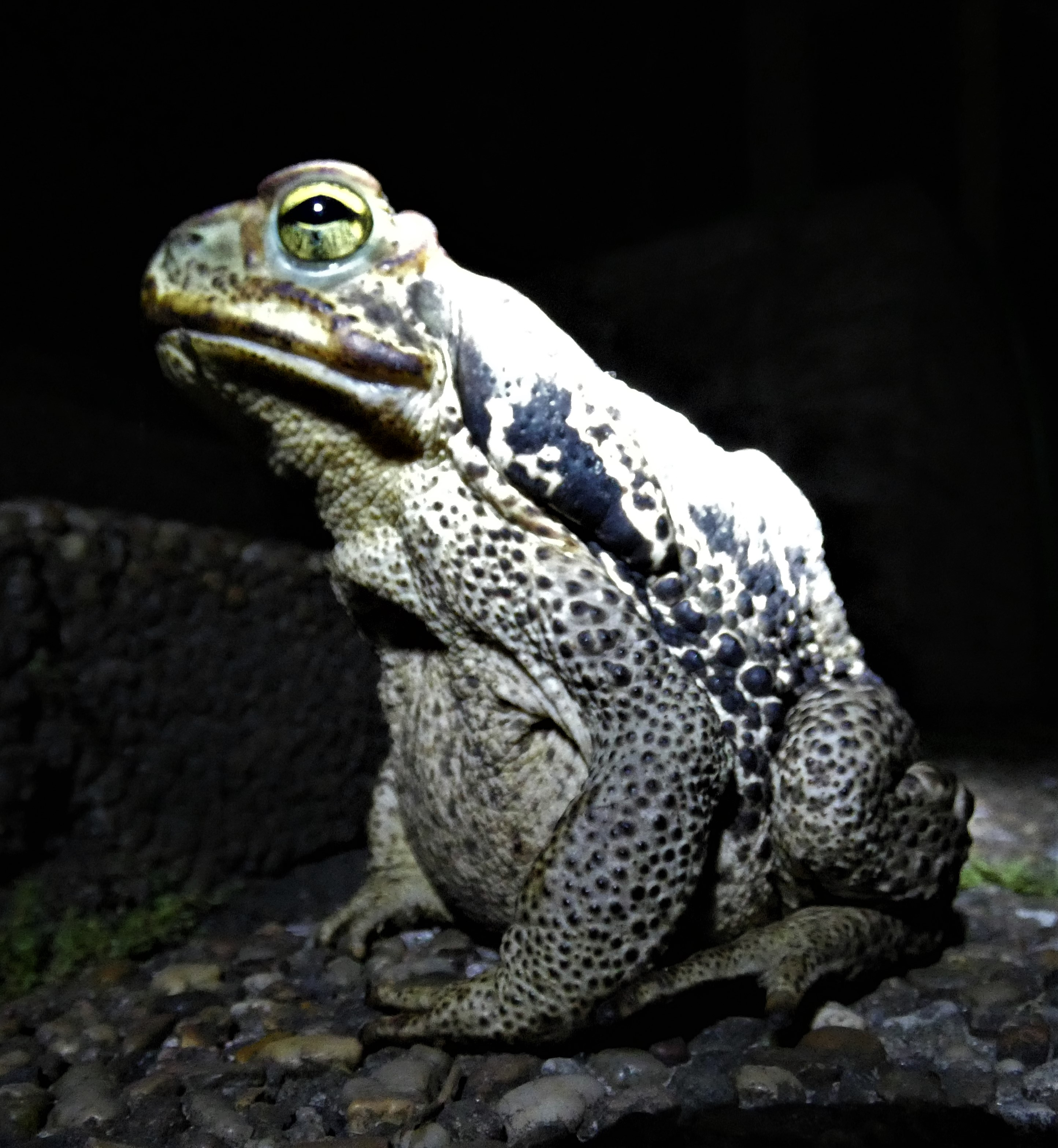
Cururu (Rhinella schneideri) en la noche

### Depredadores
El sapo rococo es presa de todas las especies de escuerzos, aves como los mirasoles, caimanes, pirañas, entre otros. Sin embargo es capaz  de defenderse de superdepredadores como las anacondas gracias a sus glándulas venenosas o utilizando sus fuertes pulmones que agrandan su tamaño impidiendo que la mandíbula de la serpiente pueda devorarlo.